# Khéphren Thuram
Khéphren Thuram-Ulien (Reggio Emilia, Italia, 26 de marzo de 2001), más conocido como Khéphren Thuram, es un futbolista francés que juega de centrocampista en la Juventus F. C. de la Serie A de Italia.
Es hijo del exfutbolista Lilian Thuram y hermano del también futbolista Marcus Thuram.

## Trayectoria
Khéphren Thuram comenzó su carrera deportiva en el A. S. Mónaco, con el que debutó como profesional en un partido de la Liga de Campeones de la UEFA 2018-19 frente al Atlético de Madrid, que terminó con derrota por 2-0 del equipo monegasco.
El 26 de junio de 2019 fichó por el O. G. C. Niza, con el que debutó el 17 de agosto en la Ligue 1.
El 10 de julio de 2024 fichó por la Juventus F. C., equipo en el que había jugado su padre entre 2001 y 2006, a cambio de 20 millones de euros.

## Selección nacional
Fue internacional sub-16, sub-17, sub-18, sub-19 y sub-21 con la selección de fútbol de Francia.
El 16 de marzo de 2023 fue convocado por primera vez con la absoluta para los partidos de clasificación para la Eurocopa 2024 contra Países Bajos e Irlanda. Debutó ocho días después jugando los últimos minutos en el triunfo por cuatro a cero ante los neerlandeses.

## Clubes
| Club             | País    | Año       |
| ---------------- | ------- | --------- |
| A. S. Mónaco     | Francia | 2018-2019 |
| O. G. C. Niza II | Francia | 2019-2020 |
| O. G. C. Niza    | Francia | 2020-2024 |
| Juventus F. C.   | Italia  | 2024-act. |